# Sočasno vrtenje
Sočasno vrtenje ali sinhrona rotacija je v astronomiji poseben način kroženja nebesnega telesa okrog osrednjega telesa, pri katerem se krožeče telo med enim obkroženjem zavrti okrog lastne osi točno enkrat.
Zgled za takšno kroženje je gibanje Lune, ki kroži okrog Zemlje. Zaradi tega na površini Zemlje nikoli ne vidimo celotne druge strani Lune. Vedno vidimo malo več kot polovico iste strani. Vrtenje postane sočasno zaradi plimskih sil, ki delujejo med obema telesoma. Lastno vrtenje manjšega nebesnega telesa se zaradi plimskih sil zavira. Podobno kot na Zemlji nastane bibavica, ki se odraža v dvigovanju in spuščanju gladine morij, se tudi površina Lune malenkostno dviguje in spušča, kar povzroča zaviranje vrtenja Lune. To deluje kot neke vrste trenje pri vrtenju Lune in tako deluje zaviralno. Seveda tudi Luna zavira vrtenje Zemlje. V splošnem velja, da v daljšem času postanejo tirnice vseh nebesnih teles, ki krožijo okrog večjega osrednjega telesa, bolj ali manj z njim sočasne.

## Zgledi sočasnega vrtenja
V Osončju je veliko teles, ki se vrtijo sočasno z osrednjim telesom. Merkur se vrti na poseben način sočasno s Soncem: trikrat se zavrti okrog svoje osi, medtem ko naredi en krog okrog Sonca. Še bolj zanimiva je povezava med vrtenjem Zemlje in Venere. Venera pride v bližino Zemlje vsakih 584 dni, kar je skoraj enako petim sinodskim dnevom Venere. Ni še jasno, če je ta povezava posledica plimskih sil med obema planetoma ali je to samo slučaj. Prav tako je Haron v sočasni tirnici s Plutonom. Tirnica ni samo sočasna, ampak je tudi stacionarna (podobno kot imamo v primeru Zemlje geostacionarne orbite).